# ロビン・フッド/キング・オブ・タイツ
『ロビン・フッド/キング・オブ・タイツ』または『ロビン・フッド 伝説のタイツ男』（英語：Robin Hood： Men in Tights）は、ロビン・フッドの伝説を基にした、1993年公開のコメディ映画。監督・脚本・製作はメル・ブルックス。

## ストーリー
12世紀、英国。十字軍の遠征によるリチャード王（パトリック・スチュワート）の不在をいいことに、弟のジョン王子（リチャード・ルイス）とロッティングハムの代官（ロジャー・リース）は結託して悪政を敷いていた。神経症の王子は魔女ラトリーン（トレイシー・ウルマン）に頼りきり。その魔女はロッティングハム（腐ったハムと言う意味）の代官にゾッコンだが、代官は王族の娘マリアン（エイミー・ヤスベック）に恋している。マリアンは、いつか本当の恋人が現れると信じ、貞操帯を付けてその人を待ち続けていた。
十字軍に参加した若き英国貴族ロビン（ケイリー・エルウィス）はイスラエルで捕虜となるが、ムーア人のアスニーズ（アイザック・ヘイズ）の協力で脱走に成功。イングランドまで泳いで帰った彼は、盲目の従者ブリンキン（マーク・ブランクフィールド）、アスニーズの息子アチュー（デイヴ・チャペル）、大男のリトル・ジョン（エリック・アラン・クレイマー）、ナイフの名手スカーレット（マシュー・ポレッタ）らを連れて反乱ののろしを上げた。城中に乗り込んだロビンはマリアンとひと目で恋に落ちる。彼は圧政にあえぐ庶民を集めてゲリラ隊「メン・イン・タイツ」を組織し、特訓を開始した。
一方、ロッティングハムの代官はひそかに殺し屋の親分ドン・ジョヴァンニ（ドム・デルイーズ）を呼び、ロビンを暗殺する計画を練る。はたしてロビンは、魔女や殺し屋を擁して罠を張る王子一味を倒し、囚われながらも理想の男性を待つマリアンを救い出せるのか……。

## キャスト
「メン・イン・タイツ」団員
- ロビン・フッド：ケイリー・エルウィス
- ブリンキン（盲目の従者）：マーク・ブランクフィールド
- アチュー（黒人）：デイヴ・シャペル
- リトル・ジョン（大男）：エリック・アラン・クレイマー
- スカーレット（ナイフの名手）：マシュー・ポレッタ

ジョン王子一味
- ジョン王子：リチャード・ルイス
- ロッティングハムの代官：ロジャー・リース
- 魔女ラトリーン：トレイシー・ウルマン
- ドン・ジョヴァンニ：ドム・デルイーズ

マリアンとその理解者
- マリアン：エイミー・ヤスベック
- リチャード王：パトリック・スチュワート
- ブルームヒルダ（マリアンの乳母）：ミーガン・カヴァナー

その他の登場人物
- 王室アナウンス：クレメント・フォン・フランケンスタイン
- アスニーズ（アチューの父）：アイザック・ヘイズ
- ラビ：メル・ブルックス

ネットフリックスによって日本語吹き替えが製作されているが、キャストは不明。

## スタッフ
- 監督：メル・ブルックス
- 脚本：メル・ブルックス、エヴァン・チャンドラー
- 原案：エヴァン・チャンドラー
- 製作：メル・ブルックス
- 撮影：マイケル・J・オーシェイ
- 音楽：ハミー・マン

## プロダクション・ノート
- この作品はケヴィン・コスナー主演の『ロビン・フッド』をパロディにしている。日本語字幕版VHSのキャッチコピーは「ケビンじゃないけど許してね!」だった。
- 監督・脚本のメル・ブルックスは、1975年に製作したABCのシチュエーション・コメディシリーズ『When Things Were Rotten』（日本未放送）でもロビン・フッドのパロディを展開している。同シリーズでは「ロッティングハム」などの地名も登場しており、本作の原典とみなすことができる。なお、同シリーズは放送開始から3か月で打ち切られた。
- デビュー作の『プロデューサーズ』（1968年）以来、ブルックス監督作品ではジョン・モリスが音楽を担当していたが、本作では初めて異なる作曲家（ハミー・マン）が音楽を担当している。ブルックスの説明によると、モリスが本作で音楽を担当しなかったのはブルックスと仲違いをしたからではなく、モリスに先約があったためだという[2]。